# Hydnaceae
Hydnaceae is een familie van schimmels behorend tot de orde van Cantharellales. Het typegeslacht is Hydnum.

## Geslachten
De familie bestaat uit de volgende genera:
- Burgoa (anamorph)
- Corallofungus
- Gloeomucro
- Hydnum
- Ingoldiella (anamorph)
- Multiclavula
- Paullicorticium
- Repetobasidiellum
- Sistotrema